# 宿谷の滝
宿谷の滝（しゅくやのたき）は埼玉県入間郡毛呂山町宿谷にある滝。一帯は県立黒山自然公園にも指定されており、一名「信太の滝」ともいわれる。

## 概要
落差は12mと小さな滝であるが、周囲を苔むした岩壁に囲まれ、清涼な雰囲気が漂っている。
林道宿谷権現堂線から滝までは、歩道が整備されている。歩道脇にはシダ類が多く見られる。遊歩道の宿谷集落側入口には、狭いながらも駐車スペースと公衆トイレがある。

## アクセス
- JR八高線毛呂駅から車で約10分の駐車場で下車、徒歩5分

## 周辺の名所
- 鎌北湖
- 黒山三滝
- 新しき村
- 出雲伊波比神社
- 北向地蔵